# Trichilia quadrivalvis
Trichilia quadrivalvis là một loài thực vật có hoa trong họ Meliaceae. Loài này được C.DC. miêu tả khoa học đầu tiên năm 1895.